# Нејц Печник
Нејц Печник (рођен у Дравограду, 3. јануара 1986) је словеначки фудбалер који је играо за Црвену звезду у Суперлиги Србије.
Са репрезентацијом Словеније наступао је на Светском првенству 2010. године у Јужној Африци, он је и постигао одлучујући гол за пласман Словеније на првенство у мечу плеј-офа квалификација против репрезентације Русије.
Има старијег брата Андреја, који је такође професионални фудбалер.

## Каријера

### Клупска
Печник је почео да тренира у родном Дравограду, а за Цеље је наступао од 2002. до 2009. године. У Првој лиги Словеније дебитовао је 24. априла 2004. године против Љубљане. Одиграо је 119 првенствених утакмица, постигао 21 гол и освојио словеначки куп 2005. године. У сезони 2007/08. био је први стрелац екипе са 14 голова, а део сезоне 2008/09. провео је на позајмици у Спарти из Прага, где је био у саставу на само четири лигашка сусрета. Затим је од 2009. до 2012. године носио дрес португалског Насионала (37 мечева, два гола у шампионату), да би током 2011. године за Крила Совјетов из Самаре на позајмици уписао 21 меч у Премијер лиги Русије уз један погодак. У сезони 2012/13. одиграо је 10 сусрета за Шефилд венсдеј у енглеском Чемпионшипу.
У августу 2013. долази у Црвену звезду на иницијативу Славише Стојановића. Са црвено-белима је први пут освојио шампионску титулу у каријери и пружио одличне партије у сјајној сезони 2013/14. Печник је у првенству забележио 28 утакмица и седам постигнутих голова, по чему је био трећи стрелац тима, док је укупно у целој сезони одиграо 35 мечева уз девет погодака. У сезони 2014/15. није био на нивоу из претходне, као и велика већина Звездиних играча. Играо је на скоро свим позицијама у тиму, и у одбрани, у средини и нападу. Одиграо је 15 лигашких утакмица и постигао два гола уз још један меч у Купу Србије.
Каријеру је наставио у јапанском Џеф Јунајтеду, где је у другом рангу такмичења јапанског фудбала био један од најзапаженијих појединаца. У сезони 2015. постигао је 14 погодака и био шести стрелац у Џеј 2 лиги (најбољи у клубу), али екипа није изборила повратак у елитни ранг, јер је заузела девето место. Печник је на измаку 2015. године одлучио да појача Омију, у којој ће му саиграч бити Драган Мрђа, стари знанац из Звездине шампионске генерације.

### Репрезентативна
Печник је за младу селекцију Словеније одиграо три меча у периоду од 2005. до 2008. године, а у дресу сениорске репрезентације до сада (јануар 2016) је на 31 утакмици постигао шест голова. Шокирао је Русију у Москви, када је у реваншу баража за Светско првенство постигао гол у поразу (1:2), који је одвео Словенце на Мундијал у Јужној Африци, после победе од 1:0 у првом мечу. На планетарном шампионату 2010. године, Нејц је одиграо утакмице против Алжира (1:0) и САД (2:2), али Словенци нису успели да прођу групну фазу ни поред освајања четири бода.

## Трофеји
Цеље
- Куп Словеније: 2004/05.

Црвена звезда
- Суперлига Србије: 2013/14.